# 영양 신사리 석탑
영양 신사리 석탑(英陽 新泗里 石塔)은 대한민국 경상북도 영양군 입암면 신사리에 있는 석탑이다. 건립 연대는 정확히 모른다.
신사리 석탑은 훼손된 탑신부 부재들을 이리저리 쌓아 놓아, 원형을 파악하기 어렵다. 석탑은 주변 경작지의 영향을 받아 이끼류 및 지의류로 인한 파손의 우려가 있고, 바로 옆에 농작물들이 자라고 있어 훼손 속도가 더 빨라질 것으로 우려되어, 시급한 보존조치가 필요하다.

## 사진

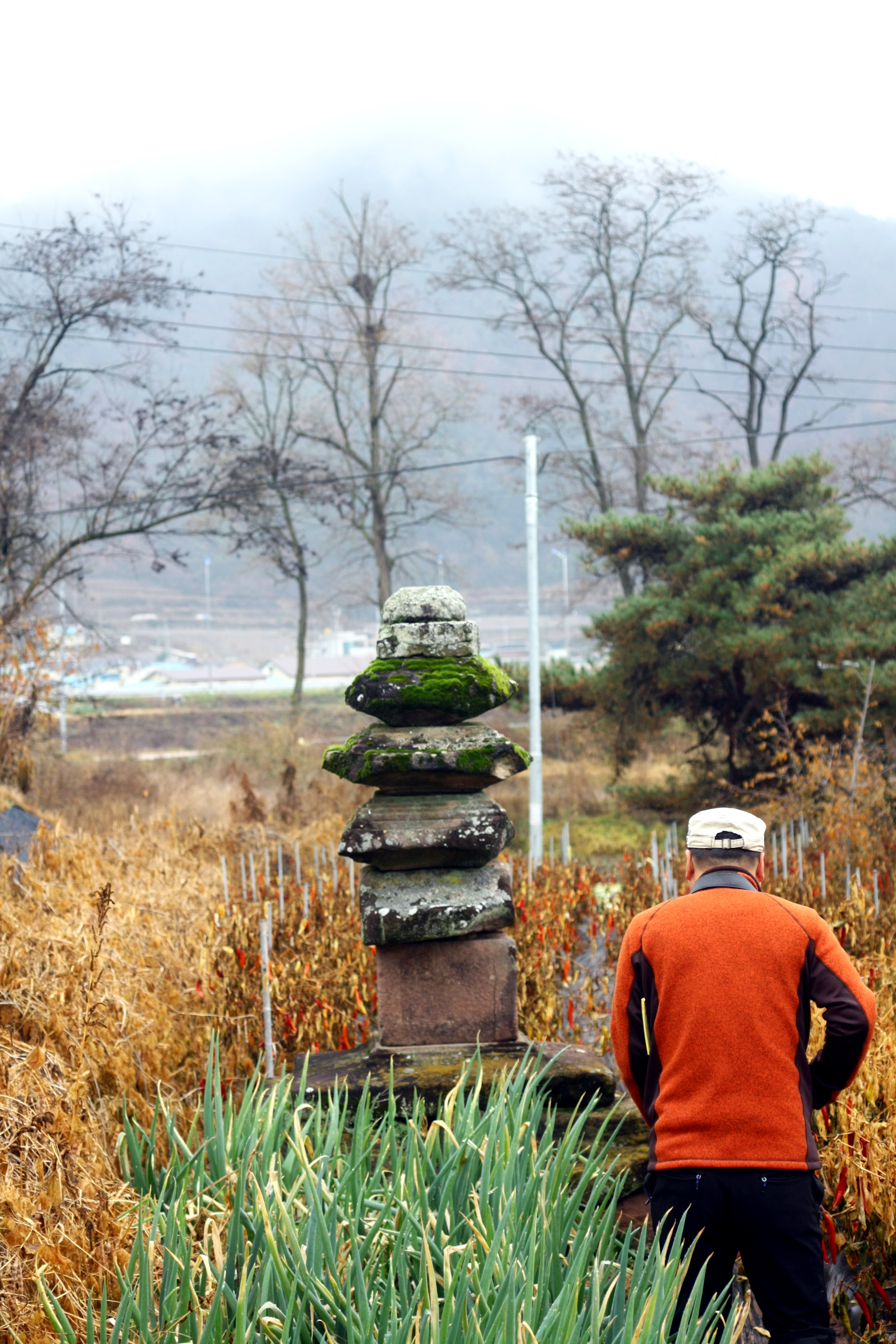